# 塞爾多維亞村 (阿拉斯加州)
塞爾多維亞村（英語：Seldovia Village）是位於美國阿拉斯加州基奈半島自治市鎮的一個非建制地區和人口普查指定地區。根據2010年美國人口普查，該地人口為165人，而該地的面積約為53.90平方千米。

## 地理
塞爾多維亞村的座標為59°28′43″N 151°37′53″W / 59.47861°N 151.63139°W，而該地的平均海拔高度為28米（即92英尺）。